# Melbury House
Melbury House est une maison de campagne anglaise dans la paroisse de Melbury Sampford près d'Evershot, dans le Dorset. Ce manoir classé Grade I est la maison de l'honorable Charlotte Townshend, une importante propriétaire foncière de l'est du Dorset, par l'intermédiaire de sa mère, Theresa Fox- Strangways (Vicomtesse Galway).

## Histoire

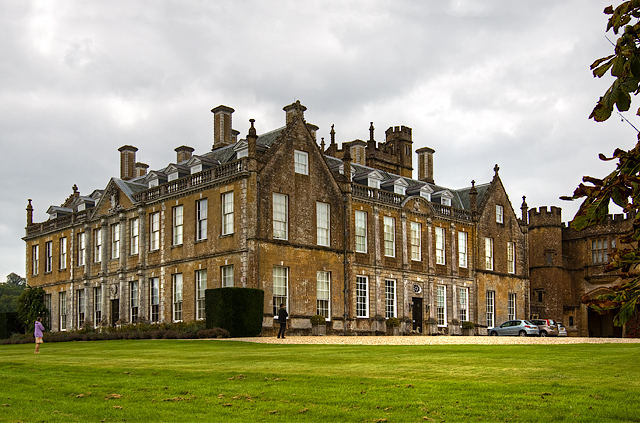
Melbury House en 2014

Melbury House est le siège de la famille Strangways du Dorset depuis que le domaine a été acquis en 1500 de William Browning par Sir Henry Strangways (vers 1465-1504) qui a épousé sa veuve ,. Le manoir médiéval de la famille Browning est reconstruit après 1546 par l'arrière-petit-fils d'Henry, Sir Giles Strangways (1528-1562)  en utilisant de la pierre de ham provenant d'une carrière à neuf miles de là. Bien que Sir Giles ait vécu de manière extravagante et grevé de dettes son domaine considérable à sa mort prématurée, il construit à Melbury une maison conservatrice, "une cour sans fioritures", comme l'a décrit Mark Girouard, "à part le seul geste de sa la tour". Cet élément remarquable, une tour hexagonale, s'élève près de l'intersection de trois rangées de bâtiments. Son toit a des créneaux fictifs.
Elle est modifiée et agrandie en 1692 par Thomas Strangways (1643-1713), sous la direction d'un certain "Watson", un maçon-constructeur local qui doit probablement être identifié avec John Watson de Glashampton, Gloucestershire . Elle est encore modernisée au XIXe siècle.

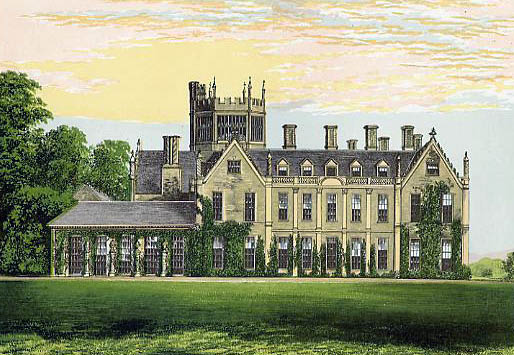
Melbury House, chromolithographie dans Morris 's Country Seats, 1880

La maison passe à la famille Fox de l'héritière Strangways Elizabeth Horner, fille et unique héritière de Thomas Horner (1688-1741), député, de Mells Manor Somerset, shérif de Somerset en 1711/12, par sa femme Susanna Strangways, unique héritière de son frère Thomas Strangways (décédé en 1726) et fille de Thomas Strangways (1643–1713), député, de Melbury House. Conformément aux termes de l'héritage de sa femme en 1726, Thomas Horner adopte pour lui-même et ses descendants le nom et les armes de Strangways. En 1735, à l'âge de 13 ans, Elizabeth Horner épouse Stephen Fox (1704-1776), 31 ans (plus tard Stephen Fox-Strangways (1er comte d'Ilchester)), fils aîné survivant de Sir Stephen Fox (1627-1716), le premier Payeur des Forces, considéré comme le « roturier le plus riche des trois royaumes ». En 1758, Stephen Fox prend le nom de famille et les armes supplémentaires de Strangways, conformément aux termes de l'héritage de sa femme. En 1741, il est élevé à la pairie de Grande-Bretagne en tant que baron Ilchester d'Ilchester dans le comté de Somerset et baron Strangways de Woodford dans le comté de Dorset. En 1747, il est créé baron d'Ilchester et Stavordale de Redlynch, dans le comté de Somerset, et en 1756, il est nommé comte d'Ilchester .
Quand Horace Walpole visite Melbury, il admire les peintures et les tapisseries dans "les appartements les plus richement et abondamment meublés". Le pionnier de la photographie William Henry Fox Talbot est né dans la maison. Thomas Hardy utilise Melbury House, comme "King's Hintock Court", pour des mentions de passage dans "The Duke's Reappearance" dans A Changed Man and Other Tales et dans A Group of Noble Dames, 1891.
La maison et son écurie au nord sont des bâtiments classés Grade I. Les jardins paysagers sont classés Grade II * dans le registre national des parcs et jardins historiques. 